# Termika
Termika (prema grč. ϑερμός: topao, vruć) je atmosfersko okomito uzlazno strujanje vlažnog i toplog zraka koje nastaje kada se zrak uz Zemljinu površinu zagrije i postane rjeđi i lakši od zraka iznad te ga potiskuje prema gore sila uzgona (konvekcija). Kako se tijekom dana tlo zagrijava i povećava razlika između temperatura nižih i viših slojeva zraka tako se povećavaju visina i širina termike i ubrzava uzlazno strujanje zraka. Topla struja zraka u višim se slojevima hladi, širi, atmosferski tlak pada, uzgon se smanjuje i strujanje se usporava. S vanjske strane stupa uzlaznoga strujanja spušta se hladni zrak.
U srednjim zemljopisnim širinama za sunčanih dana proljeća i ljeta termike dostižu visine 3 kilometra i više. Ako se vlažni zrak uzdigao dovoljno visoko, može doći do njegova zasićenja vodenom parom, kondenzacije i nastanka kumulusa. Kumulusi se često nalaze na vrhovima termika. Daljnje uzdizanje zraka i oblikovanje oblaka omogućava kondenzacijom oslobođena latentna toplina vode. Ako je vlažnost zraka jako velika i atmosfera nestabilna, to jest ako je razlika između temperatura slojeva atmosfere znatno veća nego u standardnoj atmosferi, iznad termike može nastati kumulonimbus.
Termike služe pticama (na primjer roda i bjeloglavi sup) i letjelicama (na primjer zrakoplovna jedrilica, zmaj i parajedrilica) za uzdizanje.